# Psara hipponalis
Psara hipponalis là một loài bướm đêm trong họ Crambidae.